# برایتستار
برایتستار (انگلیسی: Brightstar) شرکت مخابرات آمریکایی است، که در سال ۱۹۹۷ تأسیس شد.